# Liga de Verano de Béisbol Profesional 2016
La Liga de Verano de Béisbol Profesional 2016, por motivo comercial Liga Manzana Postobon-Coors de Verano, fue la primera edición de la liga de verano de béisbol en Colombia, disputada del 1 de julio al 29 de septiembre del 2016 y dejó como campeón a Gigantes Montería frente a Tiburones de Barranquilla.

## Equipos participantes
| Equipo                    | Fundación | Departamento | Ciudad       | Manager        | Estadio                        | Capacidad |
| Gigantes de Montería      | 2016      | Córdoba      | Montería     | William Díaz   | Estadio Dieciocho de Junio     | 11.000    |
| Mariscales de Sucre       | 2016      | Sucre        | Sincelejo    | José Mosquera  | Estadio Veinte de Enero        | 10.000    |
| Torices de Cartagena      | 1948      | Bolívar      | Cartagena    | Santiago Prada | Estadio Once de Noviembre      | 12.000    |
| Tiburones de Barranquilla | 2016      | Atlántico    | Barranquilla | Evert Rentería | Estadio Tres de Mayo de Lorica | 3.500     |

## Sistema de juego
Se jugaran 48 juegos en una ronda de todos contra todos, el primer y segundo lugar clasificaran directo a la final que está pactada a 5 juegos, el ganador de 3  se coronará campeón de la liga de verano en su primera edición. Se jugaran los días Jueves, viernes, sábados y domingos, los horarios se darán a conocer más adelante. Cuando haya lunes festivo, entonces las series comenzaran los días viernes.

## Temporada regular
Se disputará desde  1 de julio del 2016 hasta el 23 de septiembre del 2016.

### Posiciones
| Pos | Equipo                    | JJ | JG | JP | AVG. | Dif | Local | Visita |
| --- | ------------------------- | -- | -- | -- | ---- | --- | ----- | ------ |
| 1.  | Gigantes de Montería      | 48 | 31 | 17 | .646 | -   | 14-10 | 17-7   |
| 2.  | Tiburones de Barranquilla | 48 | 27 | 21 | .563 | 4   | 13-11 | 14-10  |
| 3.  | Mariscales de Sucre       | 48 | 22 | 26 | .458 | 9   | 13-11 | 9-15   |
| 4.  | Torices de Cartagena      | 48 | 16 | 32 | .333 | 15  | 8-16  | 8-16   |

|  | Clasificado a la final del campeonato. |
|  | Eliminado.                             |

### Resultados
Se presentarán 48 juegos a partir del 1 de julio del 2016 hasta el 25 de septiembre del 2016

### Julio
| Gigantes | 3 : 2 | Mariscales | Estadio 20 de Enero, Sincelejo          | 1 de julio | 19:00 |  |
| Torices  | 2 : 0 | Tiburones  | Estadio 3 de Mayo, Santa Cruz de Lorica | 1 de julio | 19:00 |  |
| Gigantes | 9 : 3 | Mariscales | Estadio 20 de Enero, Sincelejo          | 2 de julio | 17:00 |  |
| Torices  | 3 : 5 | Tiburones  | Estadio 3 de Mayo, Santa Cruz de Lorica | 2 de julio | 17:00 |  |
| Gigantes | 2 : 1 | Mariscales | Estadio 20 de Enero, Sincelejo          | 3 de julio | 17:00 |  |
| Torices  | 4 : 2 | Tiburones  | Estadio 3 de Mayo, Santa Cruz de Lorica | 3 de julio | 17:00 |  |
| Gigantes | 5 : 6 | Mariscales | Estadio 20 de Enero, Sincelejo          | 4 de julio | 17:00 |  |
| Torices  | 0 : 5 | Tiburones  | Estadio 3 de Mayo, Santa Cruz de Lorica | 4 de julio | 17:00 |  |

| Tiburones  | 4 : 2  | Mariscales | Estadio 20 de Enero, Sincelejo       | 7 de julio  | 19:00 |                    |
| Gigantes   | 2 : 1  | Torices    | Estadio Once de Noviembre, Cartagena | 8 de julio  | 19:00 |                    |
| Mariscales | 7 : 6  | Tiburones  | Estadio 3 de Mayo, Lorica            | 8 de julio  | 19:00 |                    |
| Gigantes   | 9 : 7  | Torices    | Estadio Once de Noviembre, Cartagena | 9 de julio  | 14:00 | Aplazado del 7-jul |
| Gigantes   | 7 : 3  | Torices    | Estadio Once de Noviembre, Cartagena | 9 de julio  | 16:00 |                    |
| Tiburones  | 12 : 2 | Mariscales | Estadio 20 de Enero, Sincelejo       | 9 de julio  | 17:00 |                    |
| Gigantes   | 8 : 7  | Torices    | Estadio Once de Noviembre, Cartagena | 10 de julio | 17:00 |                    |
| Mariscales | 1 : 8  | Tiburones  | Estadio 3 de Mayo, Lorica            | 10 de julio | 17:00 |                    |

| Tiburones | 7 : 1 | Gigantes   | Estadio 18 de Junio, Montería  | 14 de julio | 17:00 |                     |
| Torices   | 2 : 5 | Mariscales | Estadio 20 de Enero, Sincelejo | 14 de julio | 19:00 |                     |
| Gigantes  | 6 : 3 | Tiburones  | Estadio 3 de Mayo, Lorica      | 15 de julio | 19:00 |                     |
| Tiburones | 0 : 1 | Gigantes   | Estadio 18 de Junio, Montería  | 16 de julio | 17:00 |                     |
| Torices   | 0 : 5 | Mariscales | Estadio 20 de Enero, Sincelejo | 16 de julio | 16:00 | Aplazado del 15-jul |
| Torices   | 3 : 4 | Mariscales | Estadio 20 de Enero, Sincelejo | 16 de julio | 16:00 |                     |
| Gigantes  | 3 : 4 | Tiburones  | Estadio 3 de Mayo, Lorica      | 17 de julio | 17:00 |                     |
| Torices   | 4 : 1 | Mariscales | Estadio 20 de Enero, Sincelejo | 17 de julio | 17:00 |                     |

| Torices    | 9 : 2 | Gigantes   | Estadio 18 de Junio, Montería  | 21 de julio | 19:00 |                       |
| Tiburones  | 3 : 0 | Mariscales | Estadio 20 de Enero, Sincelejo | 22 de julio | 19:00 |                       |
| Torices    | 4 : 2 | Gigantes   | Estadio 18 de Junio, Montería  | 22 de julio | 19:00 |                       |
| Mariscales | 6 : 5 | Tiburones  | Estadio 3 de Mayo, Lorica      | 23 de julio | 14:00 | Suspendido del 21-jul |
| Mariscales | 7 : 4 | Tiburones  | Estadio 3 de Mayo, Lorica      | 23 de julio | 16:00 |                       |
| Torices    | 7 : 4 | Gigantes   | Estadio 18 de Junio, Montería  | 23 de julio | 17:00 |                       |
| Tiburones  | 2 : 1 | Mariscales | Estadio 20 de Enero, Sincelejo | 24 de julio | 17:00 |                       |
| Torices    | 2 : 3 | Gigantes   | Estadio 18 de Junio, Montería  | 24 de julio | 17:00 |                       |

| Mariscales | 6 : 7 | Gigantes | Estadio 18 de Junio, Montería        | 28 de julio | 17:00 |  |
| Tiburones  | 4 : 5 | Torices  | Estadio Once de Noviembre, Cartagena | 28 de julio | 19:00 |  |
| Mariscales | 0 : 1 | Gigantes | Estadio 18 de Junio, Montería        | 29 de julio | 19:00 |  |
| Tiburones  | 9 : 3 | Torices  | Estadio Once de Noviembre, Cartagena | 29 de julio | 19:00 |  |
| Mariscales | 2 : 1 | Gigantes | Estadio 18 de Junio, Montería        | 30 de julio | 17:00 |  |
| Tiburones  | 6 : 0 | Torices  | Estadio Once de Noviembre, Cartagena | 30 de julio | 17:00 |  |
| Mariscales | 6 : 3 | Gigantes | Estadio 18 de Junio, Montería        | 31 de julio | 17:00 |  |

### Agosto
| Gigantes   | 5 : 1 | Tiburones | Estadio 3 de Mayo, Lorica            | 4 de agosto | 19:00 |  |
| Mariscales | 1 : 2 | Torices   | Estadio Once de Noviembre, Cartagena | 4 de agosto | 19:00 |  |
| Tiburones  | 3 : 1 | Gigantes  | Estadio 18 de Junio, Montería        | 5 de agosto | 19:00 |  |
| Mariscales | 1 : 3 | Torices   | Estadio Once de Noviembre, Cartagena | 5 de agosto | 19:00 |  |
| Gigantes   | 5 : 3 | Tiburones | Estadio 3 de Mayo, Lorica            | 6 de agosto | 17:00 |  |
| Mariscales | 4 : 7 | Torices   | Estadio Once de Noviembre, Cartagena | 6 de agosto | 17:00 |  |
| Tiburones  | 7 : 5 | Gigantes  | Estadio 18 de Junio, Montería        | 7 de agosto | 17:00 |  |
| Mariscales | 2 : 3 | Torices   | Estadio Once de Noviembre, Cartagena | 7 de agosto | 17:00 |  |

| Mariscales | 1 : 3  | Gigantes   | Estadio 18 de Junio, Montería  | 18 de agosto | 19:00 |  |
| Torices    | 6 : 0  | Tiburones  | Estadio 3 de Mayo, Lorica      | 18 de agosto | 19:00 |  |
| Torices    | 10 : 6 | Tiburones  | Estadio 3 de Mayo, Lorica      | 19 de agosto | 19:00 |  |
| Mariscales | 7 : 15 | Gigantes   | Estadio 18 de Junio, Montería  | 19 de agosto | 19:00 |  |
| Torices    | 4 : 5  | Tiburones  | Estadio 3 de Mayo, Lorica      | 20 de agosto | 19:00 |  |
| Gigantes   | 6 : 7  | Mariscales | Estadio 20 de Enero, Sincelejo | 20 de agosto | 19:00 |  |
| Torices    | 0 : 10 | Tiburones  | Estadio 3 de Mayo, Lorica      | 21 de agosto | 17:00 |  |
| Gigantes   | 2 : 4  | Mariscales | Estadio 20 de Enero, Sincelejo | 21 de agosto | 17:00 |  |

| Tiburones  | 3 : 0  | Mariscales | Estadio 20 de Enero, Sincelejo       | 25 de agosto | 19:00 |  |
| Gigantes   | 4 : 2  | Torices    | Estadio Once de Noviembre, Cartagena | 25 de agosto | 19:00 |  |
| Mariscales | 2 : 5  | Tiburones  | Estadio 3 de Mayo, Lorica            | 26 de agosto | 19:00 |  |
| Gigantes   | 8 : 2  | Torices    | Estadio Once de Noviembre, Cartagena | 26 de agosto | 19:00 |  |
| Tiburones  | 1 : 4  | Mariscales | Estadio 18 de Junio, Montería        | 27 de agosto | 17:00 |  |
| Gigantes   | 5 : 3  | Torices    | Estadio Once de Noviembre, Cartagena | 27 de agosto | 17:00 |  |
| Mariscales | 0 : 9  | Tiburones  | Estadio 3 de Mayo, Lorica            | 28 de agosto | 17:00 |  |
| Gigantes   | 13 : 3 | Torices    | Estadio Once de Noviembre, Cartagena | 28 de agosto | 17:00 |  |

### Septiembre
| Tiburones | 0 : 2  | Gigantes   | Estadio 18 de Junio, Montería  | 1 de septiembre | 19:00 |                    |
| Torices   | 4 : 9  | Mariscales | Estadio 20 de Enero, Sincelejo | 1 de septiembre | 19:00 |                    |
| Gigantes  | 1 : 2  | Tiburones  | Estadio 3 de Mayo, Lorica      | 2 de septiembre | 19:00 |                    |
| Tiburones | 1 : 6  | Gigantes   | Estadio 18 de Junio, Montería  | 3 de septiembre | 19:00 |                    |
| Torices   | 2 : 3  | Mariscales | Estadio 20 de Enero, Sincelejo | 3 de septiembre | 17:00 | Aplazado del 2-sep |
| Torices   | 1 : 3  | Mariscales | Estadio 20 de Enero, Sincelejo | 3 de septiembre | 19:00 |                    |
| Gigantes  | 14 : 6 | Tiburones  | Estadio 3 de Mayo, Lorica      | 4 de septiembre | 17:00 |                    |
| Torices   | 1 : 8  | Mariscales | Estadio 20 de Enero, Sincelejo | 4 de septiembre | 17:00 |                    |

| Mariscales | 5 : 7  | Gigantes   | Estadio 18 de Junio, Montería        | 8 de septiembre  | 19:00 |                       |
| Tiburones  | 2 : 6  | Torices    | Estadio Once de Noviembre, Cartagena | 8 de septiembre  | 19:00 |                       |
| Gigantes   | 4 : 1  | Mariscales | Estadio 20 de Enero, Sincelejo       | 9 de septiembre  | 19:00 |                       |
| Tiburones  | 5 : 8  | Torices    | Estadio Once de Noviembre, Cartagena | 9 de septiembre  | 19:00 |                       |
| Mariscales | 5 : 14 | Gigantes   | Estadio 18 de Junio, Montería        | 10 de septiembre | 17:00 |                       |
| Tiburones  | 3 : 5  | Torices    | Estadio Once de Noviembre, Cartagena | 10 de septiembre | 15:00 | Suspendido del 31-jul |
| Tiburones  | 6 : 3  | Torices    | Estadio Once de Noviembre, Cartagena | 10 de septiembre | 17:00 |                       |
| Gigantes   | 4 : 0  | Mariscales | Estadio 20 de Enero, Sincelejo       | 11 de septiembre | 17:00 |                       |
| Tiburones  | 3 : 2  | Torices    | Estadio Once de Noviembre, Cartagena | 11 de septiembre | 17:00 |                       |

| Mariscales | 1 : 4  | Tiburones  | Estadio 3 de Mayo, Lorica      | 15 de septiembre | 19:00 |  |
| Torices    | 3 : 1  | Gigantes   | Estadio 18 de Junio, Montería  | 15 de septiembre | 19:00 |  |
| Tiburones  | 3 : 13 | Mariscales | Estadio 18 de Junio, Montería  | 16 de septiembre | 19:00 |  |
| Torices    | 1 : 10 | Gigantes   | Estadio 18 de Junio, Montería  | 16 de septiembre | 19:00 |  |
| Mariscales | 5 : 6  | Tiburones  | Estadio 3 de Mayo, Lorica      | 17 de septiembre | 17:00 |  |
| Torices    | 2 : 3  | Gigantes   | Estadio 18 de Junio, Montería  | 17 de septiembre | 17:00 |  |
| Tiburones  | 2 : 5  | Mariscales | Estadio 20 de Enero, Sincelejo | 18 de septiembre | 17:00 |  |
| Torices    | 0 : 11 | Gigantes   | Estadio 18 de Junio, Montería  | 18 de septiembre | 17:00 |  |

| Gigantes   | 13 : 2 | Tiburones | Estadio 3 de Mayo, Lorica            | 22 de septiembre | 17:00 |  |
| Mariscales | 1 : 0  | Torices   | Estadio Once de Noviembre, Cartagena | 22 de septiembre | 17:00 |  |
| Gigantes   | 4 : 10 | Tiburones | Estadio 3 de Mayo, Lorica            | 22 de septiembre | 19:00 |  |
| Mariscales | 5 : 3  | Torices   | Estadio Once de Noviembre, Cartagena | 22 de septiembre | 19:00 |  |
| Tiburones  | 13 : 3 | Gigantes  | Estadio 18 de Junio, Montería        | 23 de septiembre | 17:00 |  |
| Mariscales | 4 : 2  | Torices   | Estadio Once de Noviembre, Cartagena | 23 de septiembre | 17:00 |  |
| Tiburones  | 0 : 4  | Gigantes  | Estadio 18 de Junio, Montería        | 23 de septiembre | 19:00 |  |
| Mariscales | 7 : 0  | Torices   | Estadio Once de Noviembre, Cartagena | 23 de septiembre | 19:00 |  |

## Play Off Final
Se disputó entre los dos primeros de la fase regular. Programado a cinco juegos entre el 26 y el 29 de septiembre de 2016 sin embargo no fue necesario disputar los cinco juegos, la serie se definió en los 4 primeros.
| Serie Pre Play Off Liga Verano de 2016 Gigantes de Montería 3-1 Tiburones de Barranquilla |               |                          |                 |                     |         |
| Juego                                                                                     | Fecha         | Resultado                | Serie (GIG-TIB) | Lugar               | Horas   |
| 1                                                                                         | Septiembre 26 | Tiburones 3; Gigantes 4  | 1-0             | Estadio 18 de Junio | 19:00 h |
| 2                                                                                         | Septiembre 27 | Tiburones 3; Gigantes 4  | 2-0             | Estadio 18 de Junio | 19:00 h |
| 3                                                                                         | Septiembre 28 | Gigantes 5; Tiburones 11 | 2-1             | Estadio 3 de Mayo   | 19:00 h |
| 4                                                                                         | Septiembre 29 | Gigantes 8; Tiburones 1  | 3-1             | Estadio 3 de Mayo   | 19:00 h |

### Juego 1
| Equipo                    | 1 | 2 | 3 | 4 | 5 | 6 | 7 | 8 | 9 | C | H | E |
| ------------------------- | - | - | - | - | - | - | - | - | - | - | - | - |
| Tiburones de Barranquilla | 0 | 0 | 0 | 0 | 1 | 0 | 1 | 1 | 0 | 3 | 8 | 0 |
| Gigantes de Montería      | 0 | 1 | 1 | 2 | 0 | 0 | 0 | 0 | X | 4 | 7 | 1 |

LG:  Wilfredo Ramírez  LP:  Randy Consuegra  SV:  Angel Tovar  

### Juego 2
| Equipo                    | 1 | 2 | 3 | 4 | 5 | 6 | 7 | 8 | 9 | C | H | E |
| ------------------------- | - | - | - | - | - | - | - | - | - | - | - | - |
| Tiburones de Barranquilla | 2 | 0 | 0 | 0 | 0 | 0 | 0 | 3 | 0 | 3 | 7 | 0 |
| Gigantes de Montería      | 0 | 2 | 0 | 1 | 0 | 0 | 1 | 0 | X | 4 | 9 | 1 |

LG:  Geddys Guerra  LP:  Arismendi Mota  SV:  Angel Tovar  
HRs:  GIG –  Bryan Martelo (1),  Alejandro Villalobos

### Juego 3
| Equipo                    | 1 | 2 | 3 | 4 | 5 | 6 | 7 | 8 | 9 | C  | H  | E |
| ------------------------- | - | - | - | - | - | - | - | - | - | -- | -- | - |
| Gigantes de Montería      | 0 | 1 | 2 | 0 | 1 | 0 | 0 | 1 | 0 | 5  | 11 | 0 |
| Tiburones de Barranquilla | 0 | 1 | 3 | 0 | 0 | 1 | 6 | 0 | X | 11 | 14 | 0 |

LG:  Ramón Ulacio  LP:  Harold Rumion  

### Juego 4
| Equipo                    | 1 | 2 | 3 | 4 | 5 | 6 | 7 | 8 | 9 | C | H  | E |
| ------------------------- | - | - | - | - | - | - | - | - | - | - | -- | - |
| Gigantes de Montería      | 0 | 2 | 1 | 2 | 0 | 0 | 0 | 3 | 0 | 8 | 10 | 1 |
| Tiburones de Barranquilla | 0 | 1 | 0 | 0 | 0 | 0 | 0 | 0 | 0 | 1 | 4  | 0 |

LG:  Pedro Reyes  LP:  Pedro Mestra  
HRs:  GIG –  Manuel Joseph (1)
|                                            |
| Campeón Gigantes de Montería Primer título |

## Los mejores
| Stat                     | Jugador                                   | Total |
| ------------------------ | ----------------------------------------- | ----- |
| Porcentaje de bateo (BA) | Robinson Cabrera (TIB)                    | .335  |
| Home run (HR)            | Wilmer Oberto (GIG)                       | 6     |
| Carrera impulsada (RBI)  | William Boscan (GIG)                      | 36    |
| Carrera anotada (RS)     | Robinson Cabrera (TIB)                    | 37    |
| Hits (H)                 | Robinson Cabrera (TIB) Diover Ávila (GIG) | 60    |
| Robo de base (SB)        | Robinson Cabrera (TIB)                    | 11    |

| Stat                   | Jugador                                     | Total |
| ---------------------- | ------------------------------------------- | ----- |
| Juegos ganados (GAN)   | Wilfrido Ramírez (GIG) Deiver Sanchez (GIG) | 7     |
| Carreras limpias (ERA) | Randy Consuegra (TIB)                       | 1.53  |
| Strike out (SO)        | Wilfrido Ramírez (GIG)                      | 69    |
| Juegos Salvados (SV)   | Angel Tovar (GIG)                           | 16    |